# ETR 450
 (novembre 2024).
Si vous disposez d'ouvrages ou d'articles de référence ou si vous connaissez des sites web de qualité traitant du thème abordé ici, merci de compléter l'article en donnant les références utiles à sa vérifiabilité et en les liant à la section « Notes et références ».
L'ETR 450 (ETR = Elettro Treno Rapido) était un train pendulaire - Pendolino - à grande vitesse, conçu et fabriqué par le constructeur italien Fiat Ferroviaria dans les années 1980 et retiré du service en 2015.
La configuration de la rame comprenait neuf voitures à pendulation active selon le brevet Fiat Ferroviaria Pendolino. Le train pouvait atteindre une vitesse maximale commerciale de 280 km/h grâce aux groupes propulseurs répartis sur toute la rame, alimentés en courant continu sous 3 kV, comme c'est la norme sur le réseau FS en Italie.

## Histoire
Ce train est révolutionnaire à l'époque, dérive du premier du genre, l'ETR 401, le premier au monde à assurer une liaison continue régulière en 1976.
L'apparition de l'ETR 450 et sa mise en service sur le réseau italien des FS remonte à l'été 1988 sur la ligne à grande vitesse Direttissima Rome-Florence-Bologne-Milan.

## Utilisation en Italie
Grâce à l'ETR 450, l'Italie est le second pays au monde à pouvoir faire circuler des convois dont la vitesse commerciale dépasse les 250 km/h.
L'ETR 450 a permis de réduire considérablement les temps de parcours entre Rome et Milan, passant de 4 h 55 min des trains Intercity les plus rapides à seulement 3 h 58 min.
Le bilan après une année d'utilisation et plus de 1 500 000 km parcourus par la flotte des Pendolini en 1989 fut positif à tous points de vue ; le degré de fiabilité de ces rames fut nettement supérieur aux observations relevées sur des rames à grande vitesse étrangères.

## Version spécifique pour la DB
En 1992, Fiat Ferroviaria livra 20 exemplaires d'une version spécifique, commandée par la DB, du Pendolino. Cette version diesel-électrique comporte une face avant très différente de l'original italien. Ne disposant que de deux voitures, ces rames offrent la possibilité d'accouplement multiple.
Utilisées sur la ligne Nurimberg, Hof, Bayereuth, Weiden et Furth im Wald[pas clair], les rames allemandes utilisent un moteur turbodiesel intercooler de 485 kW par motrice et un générateur synchrone triphasé de 460 kVA qui alimente les trois moteurs de 250 kW.
Cette version se dévoila très économique et fiable, aux dires des DB, et permit de mieux utiliser les systèmes de freinage électrique au lieu des freins mécaniques.
La version allemande donna entière satisfaction et fut suivie d'autres commandes de DB à Fiat Ferroviaria pour les versions suivantes.
Les temps de trajet sur cette ligne ont pu être réduits de plus de 25 %, ce qui permit d'augmenter le trafic sur la ligne de 40 %.

## Caractéristiques techniques
- Mise en service : 1988
- Retrait du service : 2015
- Vitesse max. en service : 250 km/h
- Vitesse max. en essais : 320 km/h
- Capacité passagers : 386 places 1re et 2e classe
- Nombre de rames en service : 15 en Italie
- Longueur de la rame : 234 m
- Composition d’une rame : 9 voitures
- Masse : 435 t
- Puissance : 5 000 kW

## Exploitation en Italie
Après une période de tests en condition d'exploitation qui débuta le 20 avril 1988, les Fiat Pendolino ETR 450 sont entrés en service régulier le 29 mai 1988. Au début, ce furent quatre ETR 450 sur la ligne à grande vitesse Rome-Milan avec des temps de trajet de 3 h 58 min.
Les premiers mois, les rames ne comportaient que six voitures et n'étaient équipées que de sièges de 1re classe mais rapidement, pour mieux répondre à la demande de la clientèle, ces rames ont été recomposées avec l'ajout de trois voitures en seconde classe.
Ces rames assuraient une cadence régulière avec des départs systématiques de Rome et de Milan à 7h00 et 19h00 et une offre de 240 places assises par rame, sur réservation.
Avec la livraison du solde des rames commandées au cours de l'été 1988, la desserte de la liaison Rome-Naples put également être assurée, ainsi que Turin-Naples, avec une fréquence plus élevée. La composition des rames put également prendre sa configuration normale à 9 voitures et 340 places. À partir du mois de mai 1989, les lignes à destination de Venise et de Salerne (au sud de Naples) étaient aussi desservies par les Pendolini.
Ces rames sont désormais considérées obsolètes depuis la mise en service des rames FiatPendolino ETR 460/480 et surtout ETR 500 sur les lignes à grande vitesse. C'est pourquoi les ETR 450 sont utilisés sur les lignes traditionnelles Rome-Bari, Rome-Savona ou encore Rome-Ancone-Rimini.
L'utilisation des ETR 450 sur la ligne LGV Rome-Milan est définitivement arrêtée depuis le 1er janvier 2007. Depuis 2011, les 15 rames pendulaires ont desservi des liaisons Intercity, en particulier Rome-Reggio Calabria. Le 6 janvier 2015, la dernière rame ETR 450 a été retirée du service.